# Confederación Nacional Campesina (Chiapas)
Confederación Nacional Campesina es una localidad del estado mexicano de Chiapas. Es parte del municipio de Ocozocoautla de Espinosa.

## Toponimia
El nombre de la localidad refiere a la Confederación Nacional Campesina (CNC), una organización que agrupa a diversos colectivos de agricultores.

## Demografía
| Gráfica de evolución demográfica |
|                                  |

| Censo | Población |
| ----- | --------- |
| 1970  | 314       |
| 1980  | 557       |
| 1990  | 770       |
| 2000  | 1 052     |
| 2010  | 940       |
| 2020  | 1 031     |